# Banque du Sud
Pour les articles homonymes, voir Banque du Sud (homonymie).

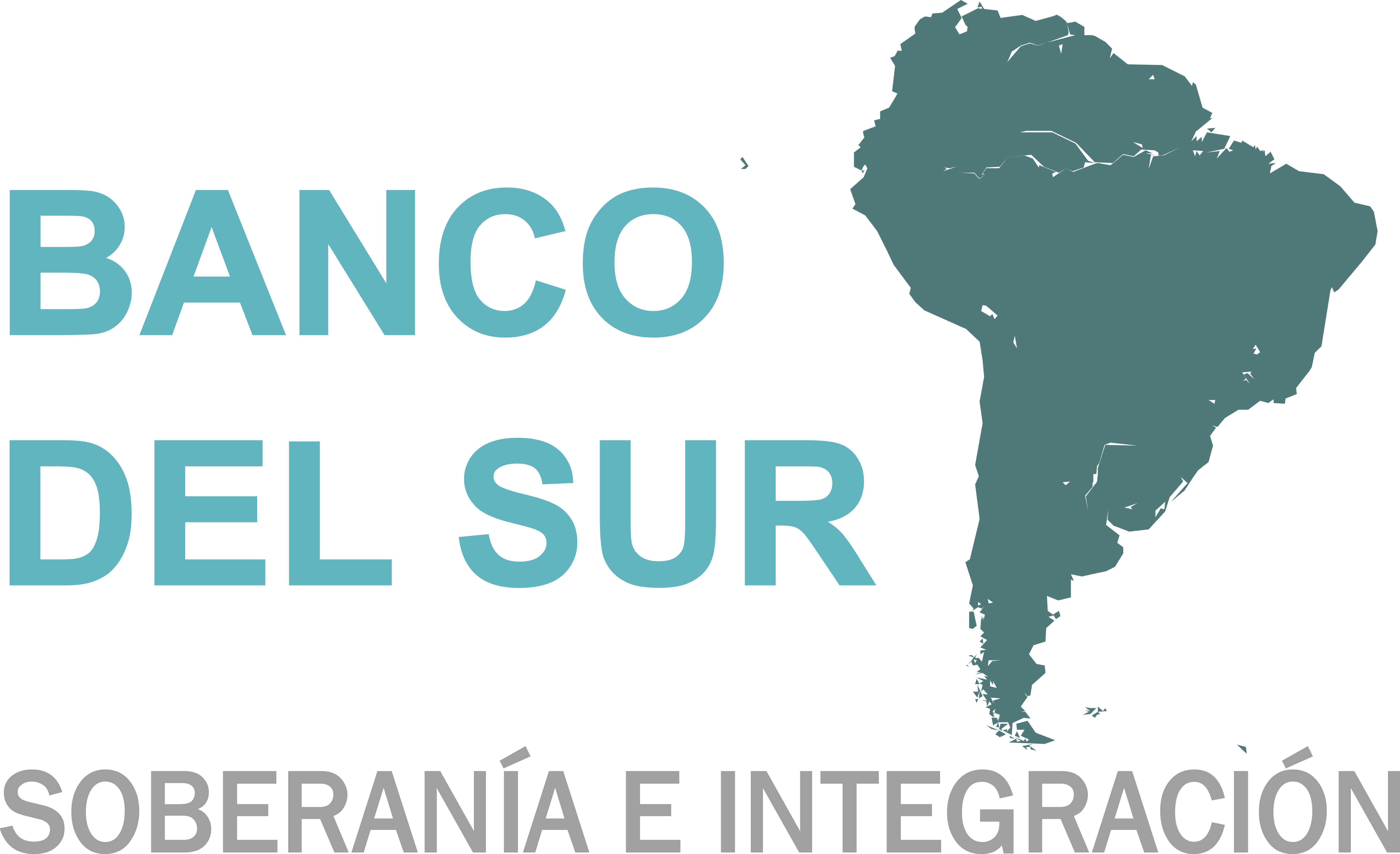
Banque du Sud

La Banque du Sud (portugais : Banco do Sul, espagnol : Banco del Sur, néerlandais : Bank van het Zuiden) ou Bancosur est un projet d'institution régionale latino-américaine à l'initiative de l'Argentine et du Venezuela. Elle a son siège à Caracas et deux annexes à Buenos Aires et à La Paz.  Son action se limite d'après ses statuts à l'Amérique Latine. La Banque du Sud se concentrera les prochaines années sur des projets continentaux d'infrastructures transfrontalières ainsi que des liaisons routières et ferroviaires.

## Histoire
Le président Hugo Chávez a évoqué le projet pour la première fois en décembre 2006. Quatre autres pays ont par la suite rejoint l'initiative : le Brésil, la Bolivie, l'Équateur et le Paraguay. Le 3 mai 2007 à Quito, ces pays se sont entendus pour établir les grandes lignes de la nouvelle architecture financière régionale.
Lors d'une réunion des six pays le 22 mai 2007 à Asuncion, le chef de la diplomatie du Venezuela, Nicolás Maduro a souligné que le projet s'adressait aussi « aux pays non-alignés, aux pays asiatiques et à nos frères d'Afrique ».
Le 9 décembre 2007, à Buenos Aires, les présidents Néstor Kirchner d'Argentine, Luiz Inácio Lula da Silva du Brésil, Evo Morales de Bolívie, Rafael Correa d'Équateur, Nicanor Duarte du Paraguay et Hugo Chávez pour le Venezuela signaient l'accord officiel de création de la Banque. Aux six pays évoqués plus haut s'ajoute l'Uruguay comme membre fondateur. Certains détails n'ont pas été réglé, comme le quote-part de chaque pays dans le capital de la banque. La Banque du Sud devait commencer ses activités en 2008 avec un capital initial de 7 milliards de dollars. 
En septembre 2009, les sept chefs d'État signent un document lançant officiellement le projet de la Banque du Sud. En mars 2010, la Banque du Sud n'est pas opérationnelle.